# Saks (Alabama)
Saks is een plaats (census-designated place) in de Amerikaanse staat Alabama, en valt bestuurlijk gezien onder Calhoun County.

## Demografie
Bij de volkstelling in 2000 werd het aantal inwoners vastgesteld op 10.698.

## Geografie
Volgens het United States Census Bureau beslaat de plaats een oppervlakte van
31,2 km², geheel bestaande uit land.

## Plaatsen in de nabije omgeving
De onderstaande figuur toont de plaatsen in een straal van 16 km rond Saks.